# Ukita Hideie
Ukita Hideie (宇喜多 秀家 (Vũ Hỉ Đa Tú Gia)  1573 – 17 tháng 12 năm 1655) là daimyō hai tỉnh Bizen và Mimasaka (Okayama ngày nay) và là một trong năm vị Go-tairō do Toyotomi Hideyoshi bổ nhiệm với mục đích làm nhiếp chính cho ấu tử Toyotomi Hideyori.

## Tiểu sử
Phụ thân của Hideie là Ukita Naoie, daimyō tỉnh Bizen, tuy ban đầu chống đối nhưng về sau đã quy thuận Oda Nobunaga và Toyotomi Hideyoshi. Năm 1581, Naoie qua đời và Hideie trở thành người đứng đầu gia tộc Ukita khi chỉ mới 8 tuổi vào năm 1582. Do Hideie lúc bấy giờ còn nhỏ, người chú là Ukita Tadaie nắm quyền chỉ huy quân đội gia tộc Ukita cho đến khi Hideie trưởng thành. Cũng trong năm 1582, gia tộc Ukita theo chân Toyotomi Hideyoshi, lúc bấy giờ còn mang tên Hashiba Hideyoshi, vây đánh thành Takamatsu. Trong thời gian vây hãm, Hideyoshi được tin Oda Nobunaga bị hạ sát trong Sự biến Chùa Honnō. Sau khi thành Takamatsu bị hạ hai ngày sau đó, Hideyoshi đã tức tốc quay trở lại Kyoto và trao quyền quản lý tỉnh Bizen, Mimasaka và một phần mới chiếm được của tỉnh Bitchū cho gia tộc Ukita, đồng thời giao cho họ nhiệm vụ canh chừng Mōri Terumoto ở phía Tây.
Năm 1585, quân đội gia tộc Ukita dưới trướng Ukita Tadaie tham gia chiến dịch Shikoku chống lại Chosokabe Motochika của Hideyoshi. Năm 1586, Ukita Hideie kết hôn cùng con gái nuôi của Hideyoshi là Gōhime (con gái ruột của Maeda Toshiie).  Năm 1590, Hideie đích thân dẫn quân bản bộ theo Hideyoshi tiến đánh Hōjō Ujimasa trong Chiến dịch Odawara.
Trong Chiến tranh Nhâm Thìn, Ukita Hideie được trao quyền chỉ huy lực lượng dự bị. Đầu năm 1593, sau khi người Nhật rút lui khỏi Bình Nhưỡng, Ukita Hideie tham gia quân tiên phong của Kobayakawa Takakage, thành công phục kích tiêu diệt 5.000 kỵ binh truy kích của Lý Như Tùng tại gần Bích Đề quán (Byeokjegwan). Nhờ chiến công tại Triều Tiên, Ukita Hideie được bổ nhiệm làm chūnagon (trung nạp ngôn). Trong Chiến tranh Đinh Dậu năm 1597, Ukita Hideie trở thành chỉ huy Tả quân quân Nhật, dẫn 5 vạn binh lính tiến đánh thành Nam Nguyên và các đạo Toàn La, Trung Thanh. Năm 1598, sau khi quay trở lại Nhật Bản, Ukita Hideie được Hideyoshi chọn làm một trong năm vị Go-tairō. Lúc bấy giờ, ông chỉ mới 26 tuổi, là người trẻ nhất trong số những người được chọn.

## Trận Sekigahara
Năm 1598, Toyotomi Hideyoshi qua đời và được thừa kế bởi con trai là Toyotomi Hideyori, người lúc bấy giờ mới chỉ 5 tuổi. Là một người thân cận của Hideyoshi, Ukita Hideie ủng hộ ấu chúa Hideyori. Năm 1600, ông tham gia lực lượng trung thành với Gia tộc Toyotomi dưới trướng Ishida Mitsunari (Tây quân) chống lại quân đội của Tokugawa Ieyasu (Đông quân), đích thân chỉ huy 17.000 quân bản bộ ở trung tâm. Quân Hideie của đối đầu trực diện với Fukushima Masanori bên phía Tokugawa trong một trong những cuộc giao tranh đẫm máu nhất tại Sekigahara ngày hôm đó. Hideie tuy giành được thế thượng phong và đang trên đà đẩy lui quân của Masanori, song chỉ huy cánh phải của Đông quân là Kobayakawa Hideaki đã đổi phe, quay sang đánh úp khiến đội hình của Hideie vỡ trận, xoay chuyển thế cục trận chiến.
Sau khi trận đánh kết thúc, Kobayakawa Hideaki được Tokugawa Ieyasu ban lâu đài Okayama và các lãnh địa phụ cận khác thuộc gia tộc Ukita. Tức giận trước hành động phản bội, Hideie quyết tâm thách thức Hideaki tỷ thí tay đôi. Tuy nhiên, hành động này nhanh chóng bị các thuộc hạ của ông ngăn cản. Sau đó, Hideie trốn chạy tới tỉnh Satsuma, nơi ông được đồng minh cũ là gia tộc Shimazu bảo vệ trong một thời gian.

## Lưu đày

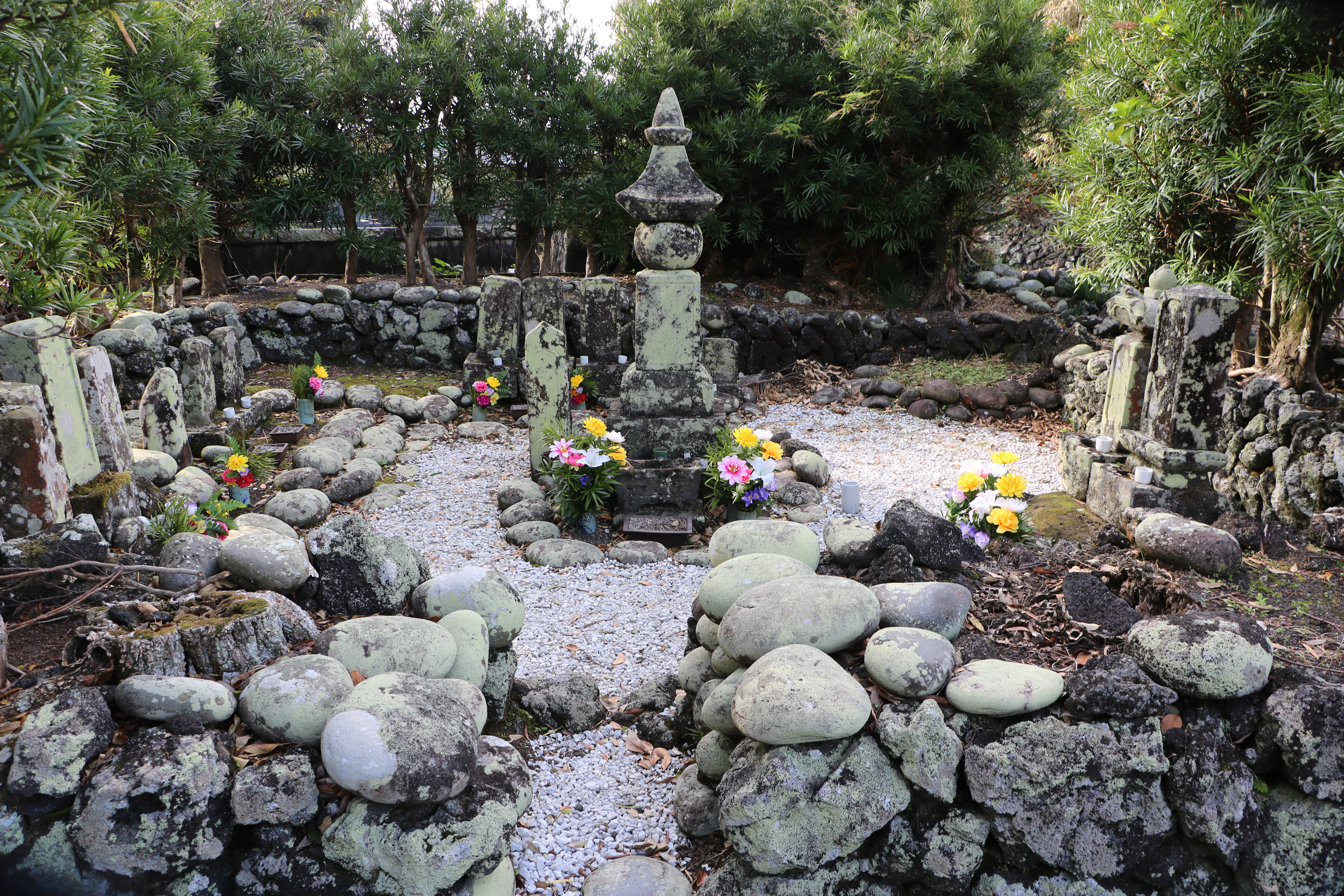
Mộ phần của Ukita Hideie trên đảo Hachijō

Năm 1603, sau khi Tokugawa Ieyasu trở thành shōgun, Shimazu Tadatsune đã báo cáo nơi ở của Ukita Hideie lên chính quyền mạc phủ mới. Sau khi bị buộc phải trình diện trước Ieyasu, Hideie cùng với một số thuộc hạ và hai người con bị xử tội lưu đày tới đảo Hachijō trên Biển Philippines. Vợ ông quay trở về gia đình bên ngoại là gia tộc Maeda và thường xuyên gửi quà cáp tới chồng và các con.
Sau khi Ieyasu qua đời vào năm 1616, Hideie được chính quyền mạc phủ ân xá song ông đã từ chối và không bao giờ quay trở lại đất liền. Ngày 17 tháng 12 năm 1655, Hideie qua đời sau hơn 50 năm lưu đày, thọ 82 tuổi. Ông sống lâu hơn vợ của mình và tất cả daimyō của thời kỳ Sengoku, với một ngoại lệ duy nhất là Sanada Nobuyuki. Không có ghi chép nào cho thấy ông đã cưới vợ lẻ và sinh thêm bất kỳ người con nào khác trên đảo Hachijō. Nhiều hậu duệ của hai con trai ông đã quay trở lại đất liền khi họ được ân xá hoàn toàn vào thời Mạc mạt.